# Unión Española de Explosivos
La Unión Española de Explosivos (UEE) fue una empresa española que existió entre los siglos XIX y XXI. Tuvo presencia en sectores estratégicos como el de las industrias química y armamentística, llegando a ser considerada en su momento una de las empresas más importantes de España.
Constituida originalmente para la fabricación de explosivos, con posterioridad diversificó su negocio hacia otros sectores y se dedicó también a la fabricación de cartuchería, fertilizantes, etc.  En 1970 se fusionó con la Compañía Española de Minas de Río Tinto, dando lugar a Unión Explosivos Río Tinto. No obstante, esta fusión tuvo un carácter temporal y algunos años después la UEE recuperaría su identidad corporativa y su andadura independiente. Tras un largo proceso de reorganización y expansión internacional, en 2006 pasó a renombrarse como Maxam.

## Historia

### Creación y primeros años
La compañía nació en 1896 a partir de la unión de la Sociedad Anónima Española de la Pólvora Dinamítica (creada originalmente en 1872) y otros siete fabricantes de dinamitas, dando lugar al nacimiento de la «Unión Española de Explosivos». La nueva sociedad se constituiría formalmente en Bilbao el 16 de marzo de 1896, con la participación de importantes industriales. En 1897 el Estado le entregó a UEE el monopolio legal para la producción y distribución de explosivos en España por un período de veinte años, hasta 1917. Esto concedió a la compañía una privilegiada posición en el mercado, y con el tiempo se convertiría en una de las principales empresas españolas. Si bien la UEE se centró inicialmente en la fabricación de pólvora y explosivos, con posterioridad diversificó sus negocios y también se dedicó a la producción de fertilizantes (potasas, fosfatos...). En 1903 la UEE creó la Sociedad General de Industria y Comercio (GEINCO), una filial con sede en Bilbao bajo la cual unificar todas las actividades de la empresa que estuvieran ligadas a la fabricación de productos químicos y fertilizantes en las instalaciones de Galdácano, Bilbao-Elorrieta y La Manjoya (Oviedo).
Durante el transcurso de la Guerra Civil (1936-1939) las instalaciones de UEE quedaron divididas en dos zonas, dependiendo del triunfo o el fracaso del golpe de Estado Las factorías fueron incautadas por ambos contendientes para la producción bélica, como por ejemplo ocurrió con las factorías con sede en Cataluña que fueron incautadas por la Comisión de Industrias de Guerra. En el caso de las factorías de Vizcaya, tras la ocupación franquista del territorio, a partir de la segunda mitad de 1937 los centros de producción de UEE experimentaron un gran crecimiento.

### De la posguerra al desarrollismo

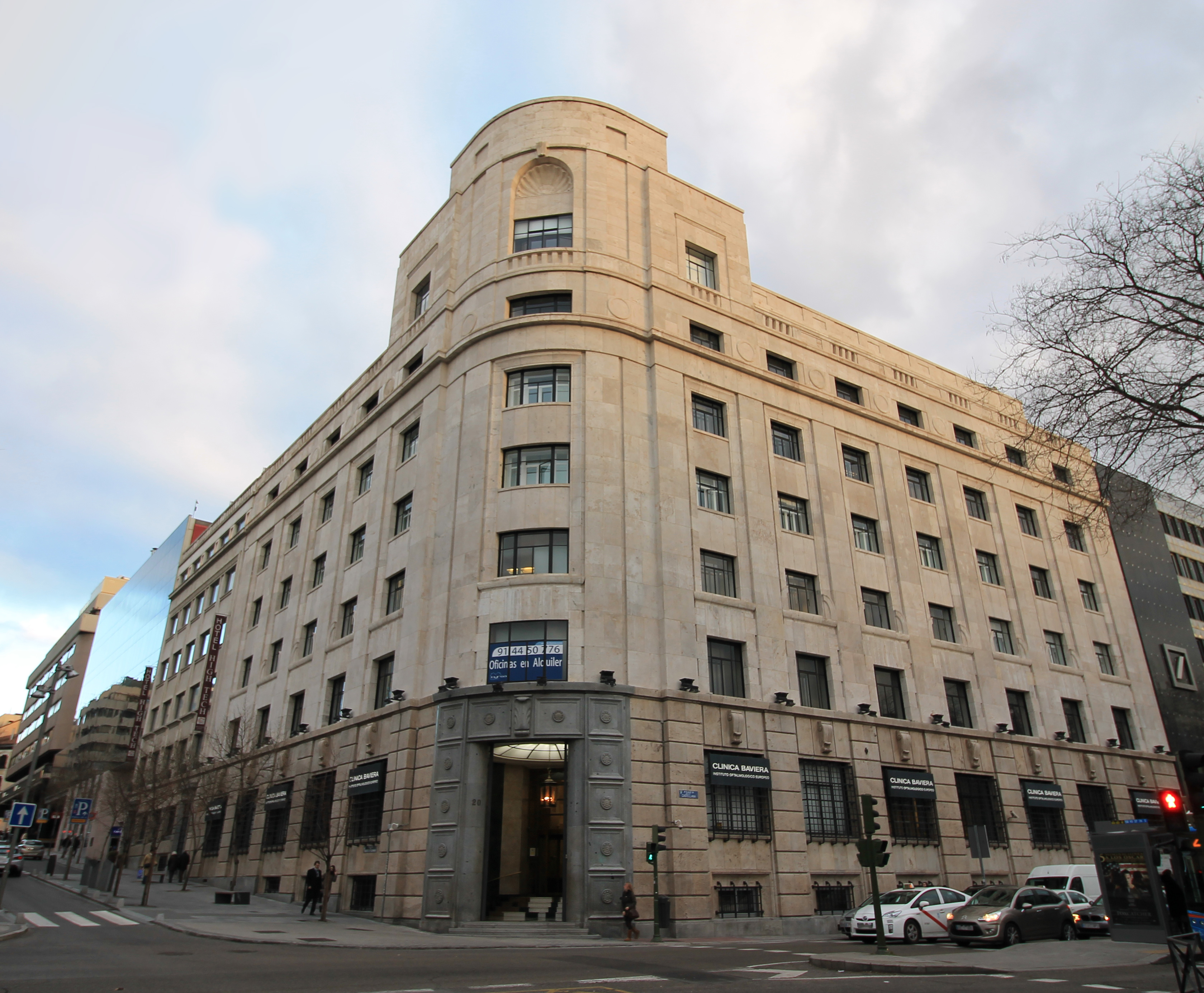
Antigua sede de la UEE en el paseo de la Castellana de Madrid, obra de Manuel Ignacio Galíndez.

Tras el final de la contienda la UEE trasladó su sede social desde Bilbao a Madrid, concretamente al número 20 del paseo de la Castellana. En 1941 la empresa adquirió la mina de Sotiel-Coronada y sus instalaciones, en la provincia de Huelva, a la Compañía Anónima de Buitrón por 1.124.100 pesetas. En esos años llegó a haber conversaciones entre UEE y la Rio Tinto Company Limited de cara a que la primera adquiriese las minas de Riotinto, si bien estas no llegarían a buen puerto. En 1947 constituyó con la sociedad Cros una filial conjunta, Productos Químicos Ibéricos, con el objetivo de repartirse mercados y fijar áreas de influencia.
Durante los primeros años del franquismo la compañía atravesó un período de consolidación, reorganizándose en 1949 en seis direcciones de negocio: abonos, productos químicos, explosivos industriales, explosivos militares, minas y estudios. La elaboración y distribución de explosivos siguió siendo la principal actividad de UEE, con la planta de Galdácano como la mayor fábrica de explosivos de España. No obstante, con los años la producción de fertilizantes y superfosfatos adquirió un mayor peso, coincidiendo con un contexto económico alcista que favoreció el desarrollo de ambos sectores. UEE llegó a poseer una red de filiales con presencia en la industria química. En 1970 absorbió a la Compañía Española de Minas de Río Tinto, naciendo así Unión Explosivos Río Tinto (ERT).
Durante las siguientes dos décadas el grupo ERT acometió una expansión de negocio que le llevó a tener una posición hegemónica en los sectores armamentístico y químico. No obstante, la fuerte crisis que vivió la industria española durante la década de 1980 afectó negativamente al grupo empresarial y comprometió su futuro.

### Reorganización
Cuando en 1989 se creó el holding Ercros a partir de la fusión de ERT y Cros, la «Unión Española de Explosivos» se reconstituyó como una filial del nuevo grupo que estaba a cargo del ámbito militar-estratégico. Sin embargo, la situación financiera del nuevo conglomerado empresarial era muy frágil, debido a su abultada deuda. Tras la suspensión de pagos de Ercros en 1992, esta tomó la decisión de desprenderse de buena parte de sus filiales. En 1993 vendería Unión Española de Explosivos al grupo Pallas Invest, un fondo de inversión europeo. A partir de entonces la antigua UEE recuperó su andadura independiente. Durante los siguientes años la empresa acometió un proceso de reorganización interna, que implicó una reducción considerable de plantilla, así como una expansión internacional que la llevaría a tener presencia en los cinco continentes. En 2006 se tomó la decisión de adoptar un nuevo nombre, Maxam, como parte de un cambio de imagen y estructura.